# Instituto de Desenvolvimento Tecnológico
Instituto de Desenvolvimento e Tecnologia (anteriormente Instituto Nokia de Tecnologia), também conhecido como INdT, é uma organização sem fins lucrativos brasilleira destinada a pesquisa e desenvolvimento de software móvel e tecnologia de informação. O INdT foi fundado no Brasil pela Nokia em outubro de 2001, com recursos de incentivos da Lei de Informática. A entidade é independente da Nokia e recebe financiamento de serviços prestados aos clientes e dos benefícios de isenções fiscais estabelecidos por lei. O INdT mantém três centros de P&D no Brasil (localizada em Brasília e Manaus) e um escritório satélite em São Paulo.